# Antony Choudens
Pour les articles homonymes, voir Choudens.
Antoine de Choudens dit Antony Choudens est un compositeur et éditeur de musique français né à Paris le 11 février 1849 et mort à Fontainebleau le 15 juillet 1902.

## Biographie
Frère aîné du librettiste Paul de Choudens, il était le neveu du librettiste Émilien Pacini et le gendre du chef d'orchestre Édouard Colonne. Il reçut des leçons d’harmonie de Georges Bizet.

## Œuvres
- Graziella, drame lyrique en 2 actes, sur un livret de Jules Barbier, d'après le roman d'Alphonse de Lamartine, représenté pour la première fois au Théâtre-Lyrique le 12 septembre 1877.
- A une étoile, mélodie sur des paroles d'Alfred de Musset (1873).